# Urobor
Urobor (grč. Οὐροβόρος) antički je simbol vječnosti koji prikazuje zmiju koja grize vlastiti rep. Simbol predstavlja ostvarenje punog ciklusa, ciklus života i vječnost.
Urobor je važan simbol u religijskoj i mitološkoj simbolici.

## Vanjske poveznice
- Ouroboros - crystalinks.com (engl.)